# 章仇兼琼

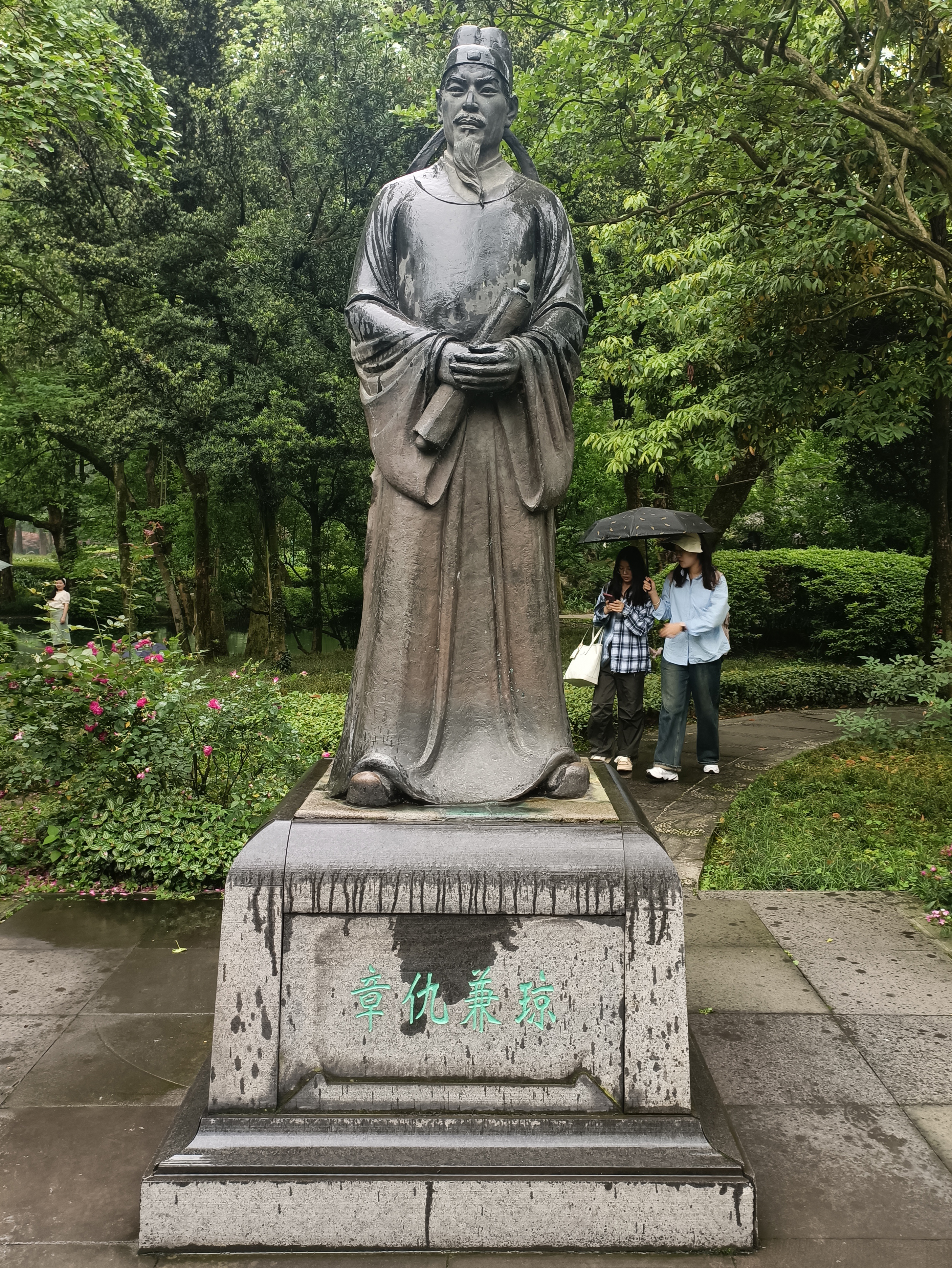
都江堰堰功道的章仇兼琼雕像

章仇兼琼（？—750年），字兼琼，鲁郡任城县（今山东省济宁市任城区）人，唐玄宗時期的政治人物。曾於天宝初年擔任剑南节度使。

## 家世
据《元和姓纂》：章仇，为齐国公族姜氏之后。《全唐文》卷三百二韦述所撰的《赠东平郡太守章仇府君神道之碑》记载，在秦汉之际，有雍王章邯，为汉所并，子孙避居仇山，因号章仇氏，成为草原民族。在北魏时章仇馥率族人始归中原，仕至宁南大将军、徐兖青齐相五州刺史。章仇馥官任任城郡守时，遂定居于任城郡，成为任城人。
- 六代祖：章仇馥
- 高祖：章仇夔羲，魏郡太守。
- 曾祖：章仇秉政，莱州刺史。
- 祖父：章仇孝方，博陵郡录事参军。赠汲州司马。
- 伯父：章仇崇节，麻城令，赠楚州刺史。
- 父亲：章仇玄素，将仕郎，赠东平郡太守。
- 子：章仇湛[1]

## 生平
- 任殿中侍御史。
- 开元二十七年（739年）任尚书主客员外郎，迁任益州司马、剑南防御副使。时益州长史、剑南防御使张宥身为文官，不懂攻战之策，章仇兼琼遂专掌军事，并向唐玄宗上奏攻取吐蕃安戎城之策。唐玄宗遂以提升章仇兼琼知益州长史事，代张宥节度剑南道，并亲自为章仇兼琼谋划取城之计。
- 开元二十八年（740年）春，章仇兼琼秘密与安戎城中吐蕃翟都局及维州别驾董承宴等通谋。三月，翟都局等人作为内应放官军入城，尽杀吐蕃将士，安戎城落入唐军手中，章仇兼琼任命监察御史许远率兵镇守。唐玄宗闻报后大悦。其年十月，吐蕃又引兵攻打安戎城及维州，被章仇兼琼派将击退，唐玄宗下诏改安戎城为平戎城。
- 章仇兼琼辟前宰相许敬宗之后许远为节度府从事，仰慕其门第，欲将女儿许配给他，许远推辞，章仇兼琼大怒，找借口将他贬为高要县尉。
- 天宝四载（745年），因杨贵妃有宠，时任剑南节度使的章仇兼琼任用杨国忠为宾佐，提拔他为监察御史，并以蜀中精美货物让杨国忠带往京城长安打通杨贵妃姐妹的关系。
- 天宝五载（746年）五月，鲜于仲通接替章仇兼琼任剑南节度使，章仇兼琼被杨家引荐入京担任户部尚书、殿中监等职。
- 天宝十载（750年），章仇兼琼卒，谥曰忠。同年立碑，检校仓部郎中冯用之撰文，左卫率府兵曹参军、集贤院待制蔡有邻八分书。

据唐代韦皋《嘉州凌云大佛像记》，四川乐山大佛于唐玄宗开元初年（公元713年）开始动工，期间因主持人海通和尚去世而一度中断。后由时任剑南西川节度使的章仇兼琼捐赠俸金，工程才得以继续。章仇兼琼迁任户部尚书，工程再次停工。四十年后，由剑南西川节度使韦皋继续主持修建，至唐德宗贞元十九年（公元803年），前后历经90年时间才完工。